# Lamassu

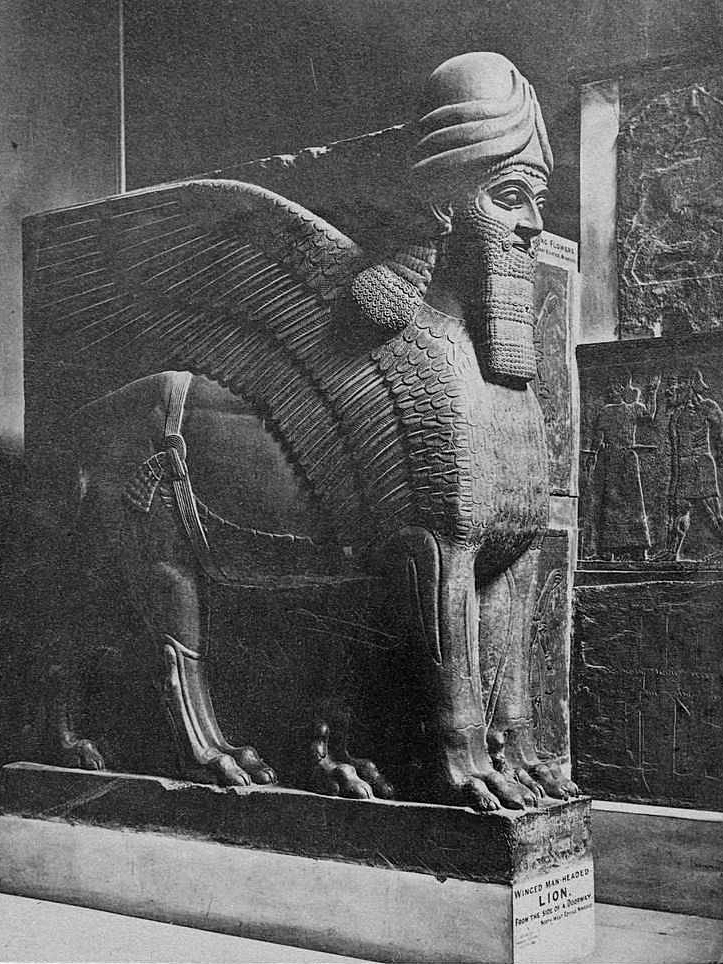
Lamassu från Nimrud på British Museum.

Lamassu (kilskrift: AN.KAL, sumeriska: dLamma, akkadiska: Lamassu) är en skyddande demon inom Mesopotamisk mytologi. Den avbildas ofta med en tjur- eller lejonkropp, örnvingar och människohuvud. I vissa skrifter framställs den som en kvinnlig gudom.
Lamassu är ofta avbildad i mesopotamisk konst, ibland med vingar. Lamassu och shedu var skyddande andar i folkets hem. De var inristade på lertavlor som gömdes under husets tröskel.
Senare under den babyloniska perioden blev Lamassu kungarnas beskyddare och var alltid placerade vid ingångarna till palatsen, ofta som par. Vid städers ingångar var de skulpterade i kolossal storlek, och placerade som par, en på varje sida av stadsporten, var och en vänd mot ett av de fyra väderstrecken.
Perserna anammade Lamassu-statyerna och annan bildkonst från assyrierna som hade påverkat perserna kulturellt, religiöst och lingvistiskt, då perserna var oerhört assyrianiserade i synnerhet under akemeniderna.